# Трновец при Драмљах
Трновец при Драмљах (словен. Trnovec pri Dramljah) је насељено место у општини Шентјур, Савињска регија, Словенија.

## Историја
До територијалне реорганизације у Словенији био је у саставу старе општине Шентјур при Цељу.

## Становништво
У попису становништва из 2011. године, Трновец  Драмљах је имао 145 становника.
| Број становника према пописима | Број становника према пописима | Број становника према пописима |
| ------------------------------ | ------------------------------ | ------------------------------ |
| 1991                           | 2002                           | 2011                           |
| 234                            | 120                            | 145                            |

Напомена: До 1955. исказивано под именом Трновец. Године 1994. смањен за део насеља који је проглашен за ново самостално насеље Доле.